# 信和證券
信和証券有限公司，簡稱信和証券（英語：SINO SECURITIES LIMITED，港交所除牌時0218.HK），在1972年成立和於香港交易所主板上市，由當時信和地產投資股份有限公司（尖沙咀置業集團有限公司前身）分拆，專門當時在香港經營證券和財務信貸業務，前身「信和財務有限公司」。
1973年，馬來西亞王集團有限公司進行收購，11月18日，更名為王集團（香港）有限公司，再在1993年8月5日，更名為上海萬國（香港）有限公司（申銀萬國（香港）有限公司前身）。

## 連結
- SYWG.com.hk